# Nagyszárnyú fátyolkák

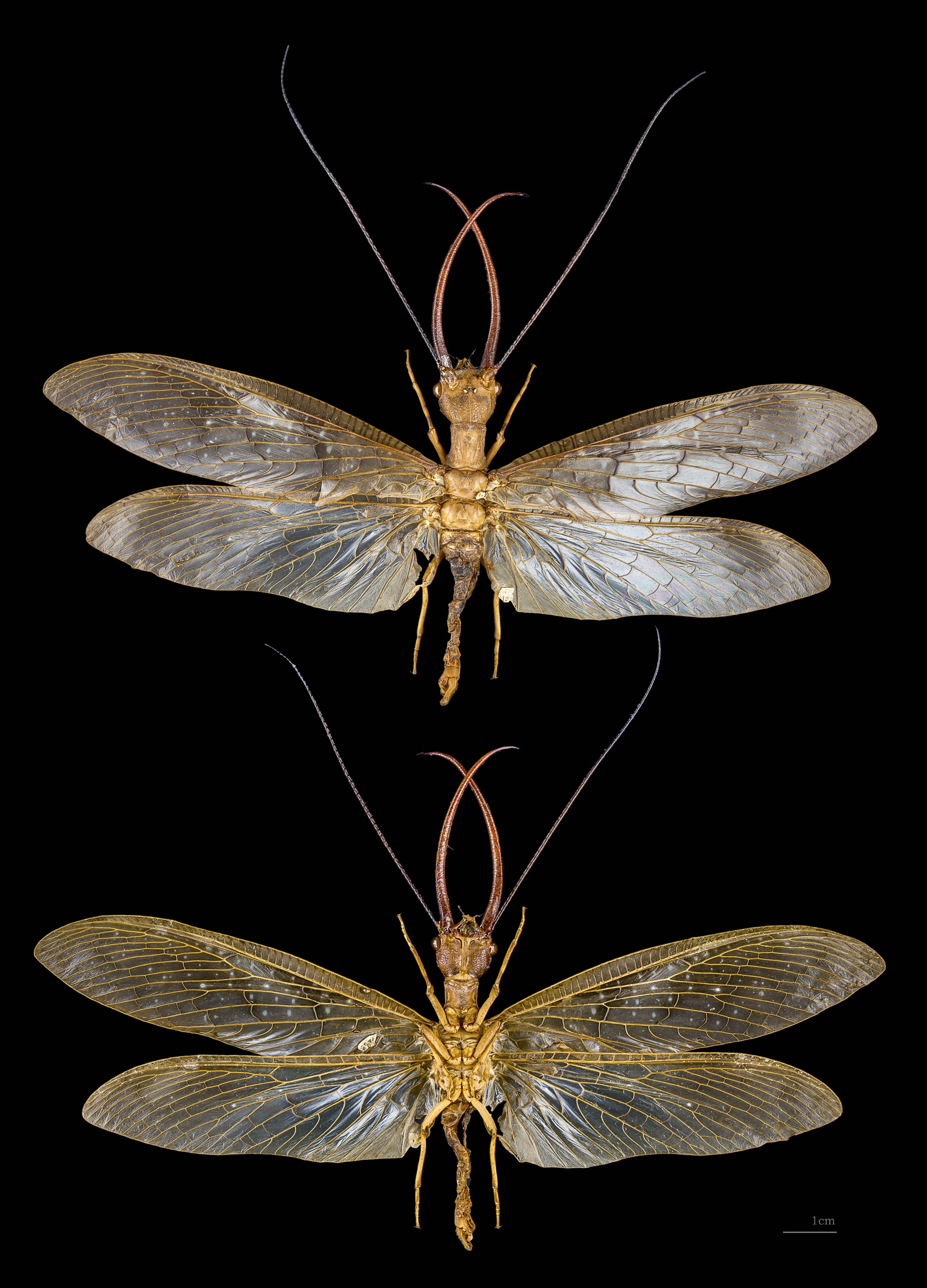
Corydalus cornutus

A nagyszárnyú fátyolkák (vízifátyolkák, Megaloptera), röviden: nagyszárnyúak az ízeltlábúak törzsében a rovarok osztályának egyik rendje, mintegy 300 ismert fajjal.

## Származásuk, elterjedésük
Az első, bizonyosan ide sorolható fajok fosszíliái az alsó permből valók. Jóformán a teljes bioszférában előfordulnak (némely, szélsőséges élőhelyek kivételével). Közép-Európában leggyakoribb fajuk a közönséges vízifátyolka (Sialis lutaria).

## Megjelenésük, felépítésük
Termetük közepes vagy nagy, testalkatuk erőteljes; testük általában sötét. Fejük széles, prognath jellegű, előre nyúló, rágó szájszervük állkapcsa erős. Összetett szemeik hatalmasak, pontszemeik hiányozhatnak. Csápjuk gyöngysorszerű vagy fonalas, a hímeké fésűs is lehet. Trópusi fajaik között feltűnően nagy termetűek is vannak; némelyik testhossza eléri a 7 cm-t, szárnyainak fesztávolsága akár 17 cm is lehet. A nagy termetű Dél-amerikai fajok rágói sarló alakban görbültek.
Torszelvényeik szabadok, előtoruk zömök. Két pár szárnyuk jól fejlett, erezetük markáns, viszonylag vastag erekkel – ezek a jegyek az ősi, kezdetleges rovarokra emlékeztetnek.
Végtagjaik egyformák, járóláb típusúak, öttagú lábfejízekkel.
A potroh tízszelvényű. Ízekre osztott fartoldalékuk nincs, ehelyett a potroh végén egy hosszú sertékkel borított trichobothris lemez található. A nőstényeken a 9. csatlakozó oldalsó ivarlebeny jól fejlett, és stylust visel.
A lárváknak 7-8 pár potrohlába van, melyek légzőszervként is funkcionálnak, ezek mellett kétoldalt tracheakopoltyúik is lehetnek.

## Egyedfejlődésük, életmódjuk
A legősibb holometabolikus rovarok közé tartoznak. Lárvaállapotukat vízben töltik. A ragadozó lárvák 1-4 év alatt fejlődnek ki. A szárazföldön bábozódnak be, szabad bábban, gubót nem szőnek. Báb állapotuk általában rövid. Az imágók rövid, néhány napos életük során sem távolodnak el a víztől. Ekkor általában már nem táplálkoznak, vagy ha igen, akkor virágport, nektárt fogyasztanak.